# Шаша (мифология)
Шаша́ (тал. Шәшә/Šəšə) — демоница талышской мифологии, причиняющая вред младенцам.

## Описание

### Внешний вид
Шаша представляется в женском обличии, чёрного цвета и размером меньше кошки.

### Цели
Шаша пробирается к ребёнку на шестой день (тал. шәшә руж — «день Шаша») или шестую ночь (тал. шәшә шәв — «ночь Шаша») от рождения, садится у головы новорождённого и начинает душить.

### Посиделки на Шаша шав
Поэтому у талышей принято охранять ребёнка на шестые сутки: группа женщин сидела у колыбели, накрыв младенца рыболовной сетью и поддерживая свет всю ночь. У входа в комнату оставляли хлеб с маслом, чтобы отвлечь Шаша от дитя, на случай, если женщины всё-таки заснут. Шаша в таком случае подойдёт к порогу поест хлеб с маслом и уйдёт. И в настоящее время талыши после рождения ребёнка на шестой день устраивают ночные посиделки.
Шаша функционально весьма схожа с Алажен, но имеет свои собственные черты. Шаша имеет оригинальный образ: его нет ни у одной новоиранской народности, в том числе у очень близких талышам гиляков и мазандаранцев.

## Происхождение
Слово «шәшә» восходит к числу шесть (тал. шәш), очевидно и то, что название дня связано с защитой от конкретного духа. У талышей имеется устойчивое выражение Фылонкәси шәшә ваште («Кого-то шаша покинула»). Оно используется применительно к расстроенному, унылому человеку, который обрадовался сообщённой ему хорошей новости.
По мнению В. А. Аракеловой, Шаша может восходить к хурритской богине плодородия, войны и исцеления по имени Шавушка. В таком случае связь имени с шестёркой возникла в результате омонимии.